# Hyperpanel OS
HyperPanel OS est un système d'exploitation commercial et propriétaire développé par HyperPanel Lab (autrefois appelée Cojyp). Sorti pour la première fois en 1989, il est destiné à des applications dans des systèmes embarqués et temps réel. Il a été utilisé entre autres dans les industries de la défense, du transport, de l'énergie, de la télévision, etc. Initialement conçu comme une machine virtuelle destinée à exécuter des logiciels de traitement d'image sous UNIX et Windows,,, il est progressivement devenu un système d'exploitation complet au fil des années. En 1996, il a servi de base à Canal+ pour lancer la première offre de télévision numérique par satellite en Europe (Canalsat), pour ensuite être séparé en deux entités et revendu sous les noms de MediaHighway et MediaGuard,. À partir de 2002, le système d'exploitation a été utilisé dans les décodeurs de télévision Thomson DTI pour le lancement de la télévision numérique terrestre en France et de Freeview au Royaume-Uni. Il est maintenant principalement utilisé dans des set-top box,, et des objets connectés,,,,.
L'architecture du système est hybride, il est composé de plusieurs sous-systèmes, opérant chacun à un niveau d'exécution différent. Au plus bas niveau, un gestionnaire d'interruptions gère les interruptions matérielles, avec une pile distincte pour chaque niveau de priorité d'interruption (en). Au-dessus de ce système se trouve le VMIO, qui contient le code pour les pilotes, protocoles et systèmes de fichiers. Le VMIO est un moniteur d'E/S monolithique construit sous forme d'automate à états finis. Il n'y a pas de notion de tâches ou de thread à ce niveau, chaque pilote, protocole ou système de fichiers est implémenté sous forme de table de transition. Une seule pile, un seul espace d'adressage mémoire et contexte sont utilisés pour des raisons de performance. Au-dessus du moniteur d'E/S, un système d'exploitation temps réel appelé VMK fournit une interface de tâches, de sémaphores et de gestion d'événements. Chaque tâche du VMK dispose d'une pile et d'une file d'attente de messages pour recevoir des événements, et son propre espace d'adressage si nécessaire. Le dernier sous-système, appelé VMOS, est une tâche du VMK. Il contient plusieurs interpréteurs destinés à exécuter le middleware, dont un pour un langage de programmation nommé Pantalk. D'autres tâches peuvent être exécutées par le VMK, par exemple un navigateur basé sur WebKit associé à un plugin HbbTV pour fournir des services de télévision interactive,,.
HyperPanel a été porté sur plusieurs architectures matérielles, dont SH-4, ARM, x86, MIPS, SPARC, ST20, 68000, PowerPC et i960. Il peut fonctionner sur des systèmes basse-consommation, très limités en puissance et en mémoire, tels le STM32 L1 (en) disposant d'un processeur ARM Cortex-M3 à 2 MHz et de 80 ko de mémoire vive.